# 二岡ちなみ
二岡 ちなみ（におか ちなみ、1980年7月5日 - ）は、日本のAV女優。100本近い作品に出演した。

## 略歴
巨乳系企画単体女優。1998年にデビュー、TOP TEN MATEの2000年5月号では巻頭グラビアを飾った。

## 作品
- 人妻SEXフレンド募集ビデオ（1999年、エロチカ）オムニバス作品
- 実話レイプ 狙われた巨乳家庭教師（1999年、ネクストイレブン）共演:南野真理[1]
- 痴漢映画館（1999年、ネクストイレブン）
- 俺たち巨乳党 2（2000年1月13日、クリスタル映像）他4名出演
- ワンダフルAV嬢（2000年1月30日、BAZOOKA）他出演:宮崎レイコ
- 家庭教師の誘惑　憧れのお姉さんと…（2000年1月31日、アテナ映像）他出演:原田ちひろ、笹丘雫、藤咲あや
- 新人OL コスプレ研修（2000年4月10日、笠倉出版社）他出演:麻見ひかり
- あの野球選手の奥様が脱いだ!（2000年5月28日、KUKI）
- 女教師のオッパイ カミングアウト編（2000年、笠倉出版社）
- 巨乳女狩り（2000年、クリスタル映像）オムニバス作品
- ザ・筆おろし15（2000年、クリスタル映像）オムニバス作品
- 素人ホテトル図鑑（2000年、スーパーバロウズ）他5名出演
- 爆乳Japanビック10（2001年、クリスタル映像）他9名出演
- 鬼の巨乳責め（2001年5月12日、シネマジック）共演:君津ゆうり
- カンパニー松尾スペシャル 巨乳ちゃん12人（2001年5月24日、V&Rプロダクツ）
- 巨乳悦楽 ちなみ21歳（プールクラブ・エンタテインメント）
- 巨乳悦楽 二岡ちなみ じゅん（2002年3月6日、プールクラブ・エンタテインメント）
- 超乳天国（2002年5月28日、ルビー）
- 家庭教師の誘惑（2003年2月28日、アテナ映像）他多数出演
- 官能女教師（2003年3月5日、TMA）他29名出演
- お姉さんが犯してあげる18連発!!（2003年6月27日、クリスタル映像）他17名出演
- 二岡ちなみDELUXE（2003年7月23日、ルビー）
- Gold4時間!20人の女教師スペシャル（2003年8月1日、マルクス兄弟）他19名出演
- Gold4時間!20人の巨乳ワールド（2003年11月15日、マルクス兄弟）他19名出演
- カラミーチョ（2003年、ビッグモーカル）
- 痴女教師 おっぱいコレクション（2004年3月12日、笠倉出版社）他多数出演
- 巨乳×爆乳 8時間100連発!!（2004年6月25日、クリスタル映像）他多数出演
- 縛乳 3（2004年8月27日、シネマジック）他多数出演
- いけない巨乳TEACHER（2005年4月1日、ワンズファクトリー）他多数出演
- この団地いっぱいの妻を・・・「今日だけ…淫らになっても…いいですか？」（2005年12月1日、ワンズファクトリー）他6名出演
- 乳王(11) 復刻版（2005年12月22日、U&K）
- 明智伝鬼 責め縄伝説 vol.2（2005年12月23日、シネマジック）他多数出演
- 吊り責め総集編 空中虐辱博覧会（2010年6月1日、シネマジック）他多数出演
- 二岡ちなみDELUXE完全復刻版（2010年9月4日、ルビー）
- 伝説のエロ乳房（2010年12月2日、グローリークエスト）
- みせたがる痴女（クール・ビジョン）
- N1グランプリ（エヌワン）